# Danville (Illinois)
Danville is een plaats (city) in de Amerikaanse staat Illinois, en valt bestuurlijk gezien onder Vermilion County.

## Demografie
Bij de volkstelling in 2000 werd het aantal inwoners vastgesteld op 33.904. In 2006 is het aantal inwoners door het United States Census Bureau geschat op 32.760, een daling van 1144 (-3,4%).

## Geografie
Volgens het United States Census Bureau beslaat de plaats een oppervlakte van 44,2 km², waarvan 44,0 km² land en 0,2 km² water.

## Plaatsen in de nabije omgeving
De onderstaande figuur toont nabijgelegen plaatsen in een straal van 16 km rond Danville.

## Geboren
- Bill Putnam (1920-1989), producent
- Jack Six   (1930-2015),  musicus, contrabassist bij o.a. Dave Brubeck
- Jerry Van Dyke (1931-2018), acteur en komiek
- Joseph Tanner (1950), astronaut
- Keon Clark (1975), Amerikaans basketballer